# Brasilianische Badmintonmeisterschaft 2018
Die Brasilianische Badmintonmeisterschaft 2018 fand vom 6. bis zum 9. Dezember 2018 in Vitória statt.

## Medaillengewinner
| Disziplin    | Gold                                                           | Silber                                                               | Bronze                                                           |
| ------------ | -------------------------------------------------------------- | -------------------------------------------------------------------- | ---------------------------------------------------------------- |
| Herreneinzel | Artur Silva Pomoceno                                           | Jonathan Santos De Souza Matias                                      | Donnians Oliveira                                                |
| Herreneinzel | Artur Silva Pomoceno                                           | Jonathan Santos De Souza Matias                                      | Vinicius Gabriel Soares Alecrim De Paula                         |
| Dameneinzel  | Mariana Freitas                                                | Gabriele Cavalcante Pereira                                          | Renata Faustino Da Silva                                         |
| Dameneinzel  | Mariana Freitas                                                | Gabriele Cavalcante Pereira                                          | Thamires Gonçalves De Oliveira                                   |
| Herrendoppel | Isak Pinheiro De Souza Batalha Jonathan Santos De Souza Matias | João Marcos Da Silva Moreira Waleson Vinicios Evangelista Dos Santos | Felipe Augusto De Faria Vinicius Gabriel Soares Alecrim De Paula |
| Herrendoppel | Isak Pinheiro De Souza Batalha Jonathan Santos De Souza Matias | João Marcos Da Silva Moreira Waleson Vinicios Evangelista Dos Santos | Alisson de Souza Vasconcellos Mateus Carijo Cutti                |
| Damendoppel  | Bianca de Oliveira Lima Mariana Freitas                        | Jackeline Luz Jeisiane Alves                                         | Emanuelly Rocha Farias Gabriele Cavalcante Pereira               |
| Damendoppel  | Bianca de Oliveira Lima Mariana Freitas                        | Jackeline Luz Jeisiane Alves                                         | Renata Faustino Da Silva Thamires Gonçalves De Oliveira          |
| Mixed        | Matheus Voigt Bianca de Oliveira Lima                          | Waleson Vinicios Evangelista Dos Santos Gabriele Cavalcante Pereira  | Artur Silva Pomoceno Elizabeth Moreira                           |
| Mixed        | Matheus Voigt Bianca de Oliveira Lima                          | Waleson Vinicios Evangelista Dos Santos Gabriele Cavalcante Pereira  | João Marcos Da Silva Moreira Emanuelly Rocha Farias              |